# Carbamate de benzyle
Pour les articles homonymes, voir C8H9NO2.
Le carbamate de benzyle est un composé organique de formule C6H5CH2OC(O)NH2. C'est l'ester de l'acide carbamique (O=C(OH)(NH2)) et de l'alcool benzylique, bien qu'il soit produit à partir du chloroformiate de benzyle et  d'ammoniac. C'est un solide blanc soluble dans les solvants organiques et modérément soluble dans l'eau. Le carbamate de benzyle est utilisé comme forme protégée d'ammoniac dans la synthèse des amines primaires. Après N-alkylation, le groupe C6H5CH2OC(O) est éliminable avec des acides de Lewis.